# شركة مسارات للاتصالات
 شركة مسارات للاتصالات (بالأنكليزية: MASARAT) وهي واحدة من كبريات شركات الأتصالات وتزويد الأنترنت مزود خدمة الإنترنت في العراق عن طريق تقنية الكابل الضوئي وهي واحدة من مجموعة شركات اللون الأخضر العالمية للاتصالات وتكنولوجيا المعلومات(بالأنكليزية: GCCIT) المملوكة من قبل مجموعة من المستثمرين العرب حيث تستثمر في قطاع الأتصالات السللكية والاسلكية وتعتبر شبكة مسارات هي واحدة من أكثر الشبكات انتشارا" في العراق ويعدها الكثيرين الأجود من نوعية الخدمات المقدمة وسرعة الأستجابة إضافة إلى توفيرها باقات متنوعة من خدمات الأنترنيت والأتصال عبر الأنترنت الصوت عبر الإنترنت عن طريق شبكة واي-فاي بترددات مختلفة تناسب البيئة والسوق العراقي.
للشركة الآن افرع في جميع محافظات العراق وتسعى لتطوير قابلياتها وكفائة كادرها حيث تشهد الشركة زيادة مضطردة بعددهم إضافة إلى عدد المقرات ومراكز التسويق الخاصة بها على مستوى جمهورية العراق.
إضافة إلى ذلك فان للشركة لحد تاريخ كتابة المقال ما يقارب ال 3500 وكيل في عموم القطر وتسعى إدارة الشركة إلى زيادة العدد في السنتين القادمتين بضخ جملة من الباقات والتسهيلات لعملائها.

## اقسام الشركة
1. قسم إدارة الشركة
2. قسم الفايبر اوبتكس
3. قسم خدمة البير يوزر
4. قسم خدمة ال الصوت عبر الإنترنت
5. قسم خدمة الستلايت VSAT
6. قسم المساعدة التقنية
7. قسم إدارة المسوقين

## شعار الخدمة
- إنها ليست مجرد إنترنت إنها أمور عديدة.[1]

## الخدمات المقدمة
- خدمة الأنترنت واسع النطاق.
- خدمة الأنترنت للحزم الثابتة والمتغيرة.
- خدمة التلفزيون والقنوات الفضائية المشفرة.[2]
- خدمات الألعاب على الشبكة (لمستخدمي الشبكة فقط).
- خدمات توفير البرامج والأفلام السينمائية الحديثة.
- خدمات الاتصالات الدولية.
- استضافة المواقع.
- توفير خدمات الانترانت للشبكات المحمية للمصارف والبنوك والمؤسسات.

## وصلات خارجية
- http://tube.gccitcom.com نسخة محفوظة 19 يناير 2013 على موقع واي باك مشين.